# St. Gerhard (Troisdorf)

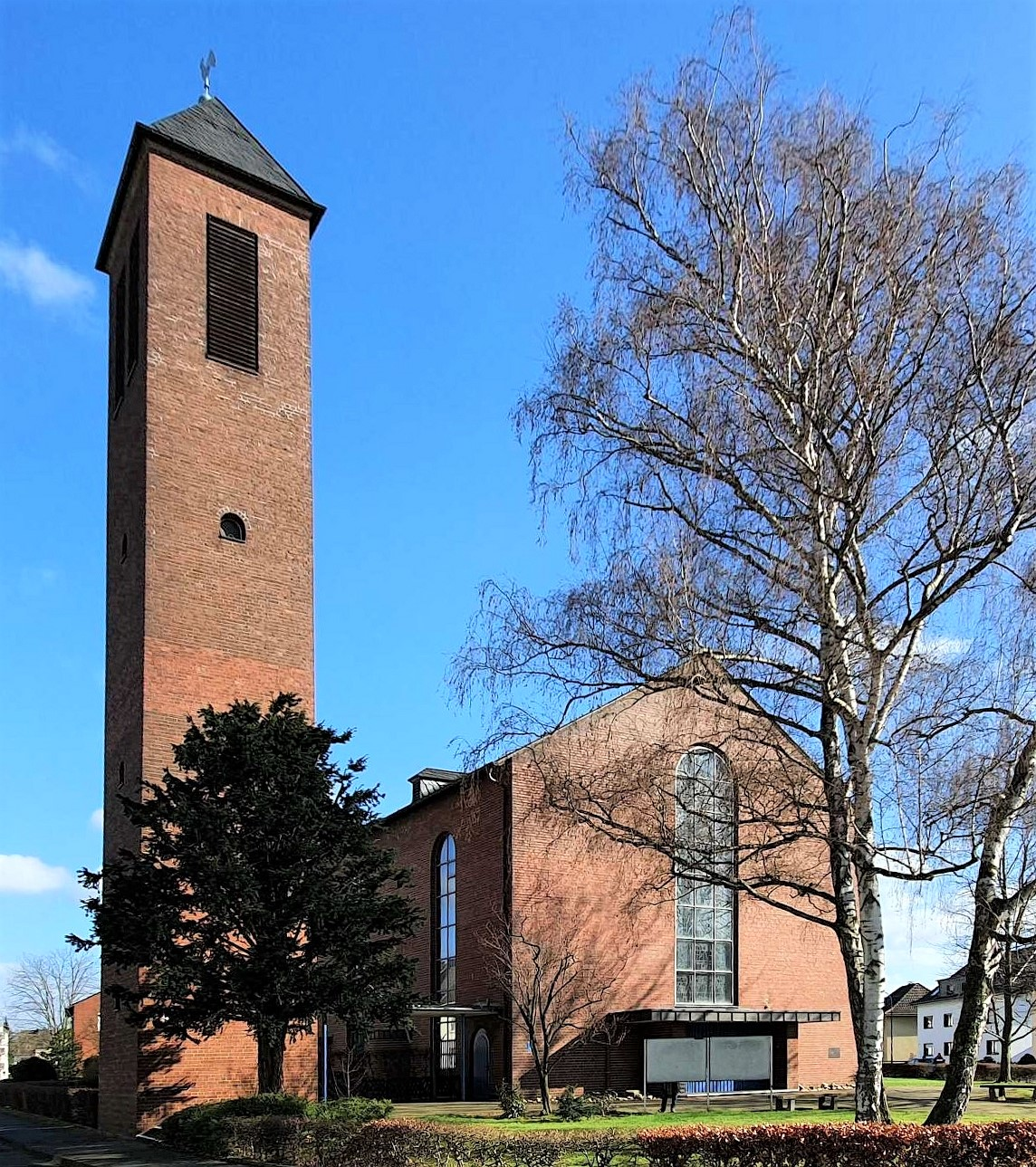
Troisdorf-Mitte St. Gerhard Nordwestansicht

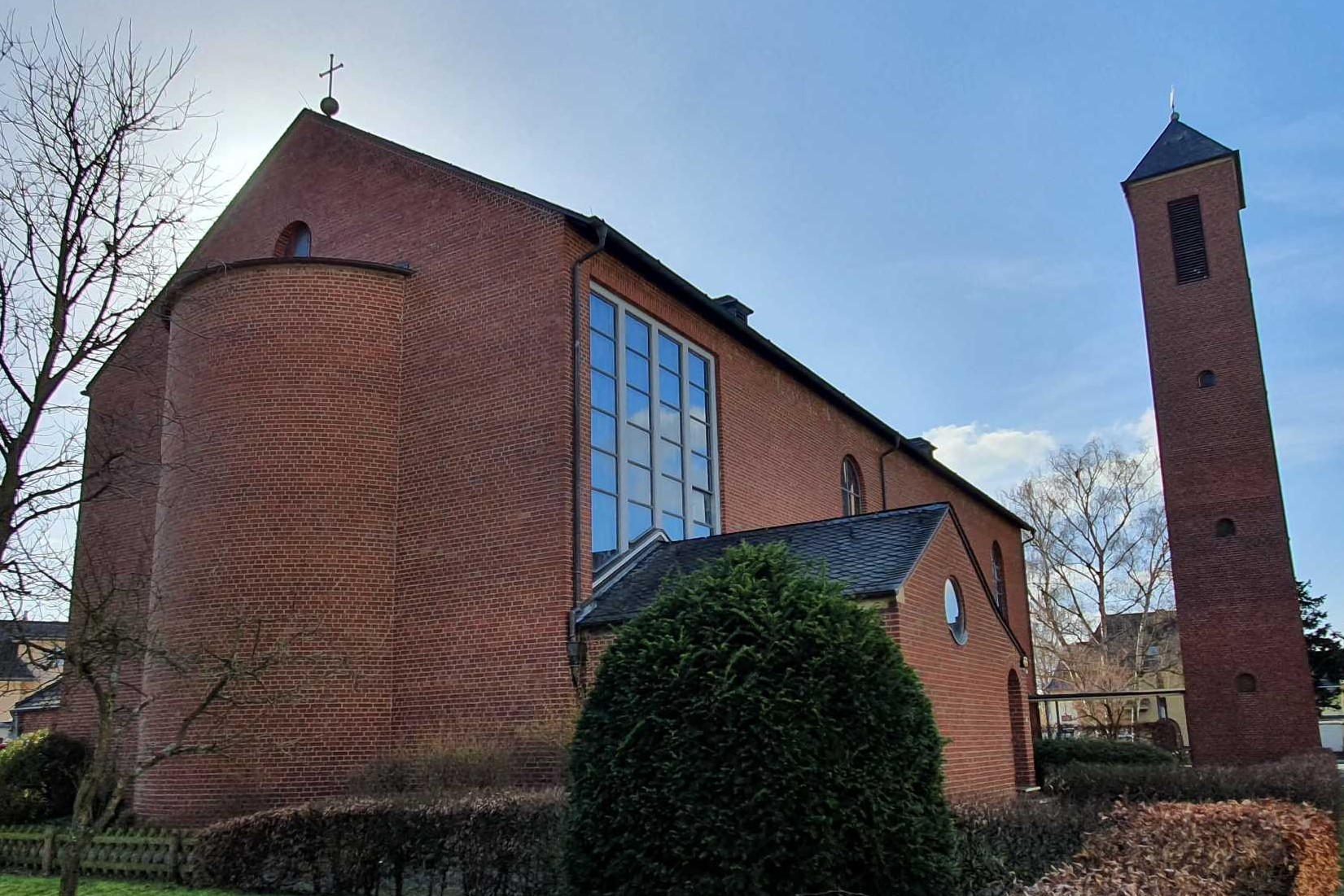
Troisdorf-Mitte St. Gerhard Ostansicht

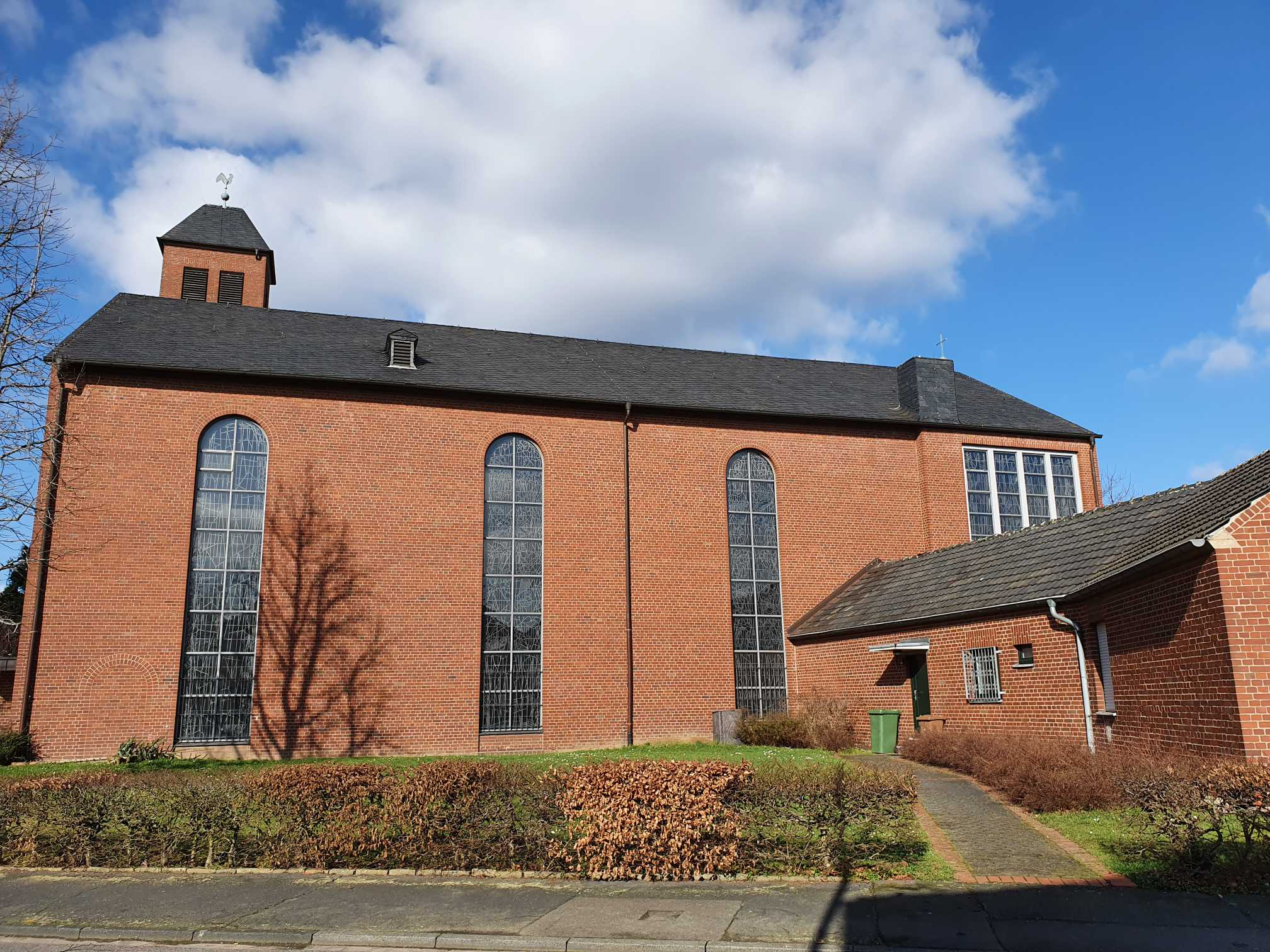
Troisdorf-Mitte St. Gerhard Südansicht

St. Gerhard ist eine römisch-katholische Kirche in Troisdorf-Mitte, einem Stadtteil von Troisdorf im nordrhein-westfälischen Rhein-Sieg-Kreis. Sie gehört zum Seelsorgebereich Troisdorf im Kreisdekanat Rhein-Sieg-Kreis (Erzbistum Köln).

## Geschichte
Die Geschichte der Pfarrgemeinde St. Gerhard in Troisdorf geht zurück auf die Räumung des Ortes Altenrath zugunsten der Erweiterung des Truppenübungsplatzes Wahn im Jahr 1938. Insgesamt wurden mehr als 300 Haushalte zwangsweise umgesiedelt, davon etwa 100 in den Bereich des sogenannten Troisdorfer Oberdorfs. In diesem Rahmen wurde die Altenrather Pfarrgemeinde St. Georg nach Troisdorf verlegt.
Nach der Wiederbesiedlung von Altenrath 1945 wurde – insbesondere für die in Troisdorf verbliebenen, ehemaligen Altenrather – der Neubau einer Kirche geplant.
Zwischen 1956 und 1957 wurde die Kirche St. Gerhard an der Alte Straße 3 gebaut. Am 26. und 27. Oktober 1957 fand die Weihe der neuen Kirche durch Weihbischof Joseph Ferche statt. Sie erhielt das Patrozinium des aus Köln stammenden Heiligen Gerhard von Toul.

## Ausstattung
Die Kirchenfenster wurden 1957 von Jakob Melchior, Köln gestaltet.

## Glocken
Die fünf Kirchenglocken aus Bronze wurden 1964 von Hans Hüesker (Glockengießerei Petit & Gebr. Edelbrock in Gescher) gegossen.
| Name                  | Stimmung | Durchmesser (mm) | Gewicht (kg) | Inschrift |
| Christus-König-Glocke | fis′+5   | 1060             | 0700         | + CHRISTUS, DU KÖNIG, SEI DU DER KÖNIG DER GANZEN WELT GESTIFTET VON DER FIRMA A. REIFENHÄUSER 1 9 5 7                             |
| Michael-Glocke        | a′+4     | 0881             | 0400         | + MICHAEL, DU STREITER, HILF UNS STREITEN. GESTIFTET VON DER FIRMA A. REIFENHÄUSER 1 9 5 7                                         |
| Gerhard-Glocke        | h′+4     | 0776             | 0270         | + SANKT GERHARD, SEI DU UNSER BESCHÜTZER. GESTIFTET VON DER FIRMA A. REIFENHÄUSER 1 9 5 7                                          |
| Antonius-Glocke       | cis″+4   | 0693             | 0190         | + ANTONIUS, DU HELFER IN DER NOT, STEHE UNS BEI. GESTIFTET VON DER FIRMA A. REIFENHÄUSER 1 9 5 7                                   |
| Elisabeth-Glocke      | e″+5     | 0570             | 0100         | + ELISABETH, DU KÖNIGIN DER NÄCHSTENLIEBE, STEH DU BEI DEN ARMEN UND NOTLEIDENDEN. GESTIFTET VON DER FIRMA A. REIFENHÄUSER 1 9 5 7 |